# BMW K1300 S
La BMW K1300 S (scritto anche K1300S) è una moto lanciata alla fine del 2008 per sostituire la BMW K1200 S e prodotta dalla casa motociclistica tedesca BMW Motorrad fino al 2016.

## Descrizione
La moto è stata presentata il 7 ottobre 2008  alla fiera delle due ruote Intermot di Colonia e prodotta nello stabilimento BMW di Berlino a Spandau.
Il motore quattro cilindri in linea da 1293 cm³ della K1300 S produce una potenza massima di 175 CV ed eroga una coppia di 140 Nm. La 1300 S ha sostituito la precedente K1200 S  e rispetto a quest'ultima presenta un aumento della cilindrata di 136 cm³, con un aumento della potenza. Inoltre vengono introdotte nuove carenature e un nuovo impianto di scarico.